# Durağan
Durağan est une ville et un district de la province de Sinople dans la région de la mer Noire en Turquie.